# Чкаловское сельское поселение (Крым)
Чкаловское се́льское поселе́ние (укр. Чкаловське сільське поселення, крымскотат. Чкалово кой юрту, Çkalovo köy yurtu) — муниципальное образование в Нижнегорском районе Республики Крым России, в степном Крыму, у границ с Джанкойским районом.
Административный центр — село Чкалово.

## История
В 1974 году был образован Чкаловский сельский совет.
Сельское поселение образовано в соответствии с законом Республики Крым от 5 июня 2014 года.

## Население
| 2001  | 2014  | 2015  | 2016  | 2017  | 2018  | 2019  |
| ----- | ----- | ----- | ----- | ----- | ----- | ----- |
| 2540  | ↘1714 | ↗1715 | ↘1709 | ↘1699 | ↘1649 | ↘1636 |
| 2020  | 2021  |       |       |       |       |       |
| ↘1623 | ↗1985 |       |       |       |       |       |

## Состав сельского поселения
| № | Населённый пункт | Тип населённого пункта       | Население |
| - | ---------------- | ---------------------------- | --------- |
| 1 | Чкалово          | село, административный центр | ↘1098     |
| 2 | Великоселье      | село                         | ↘346      |
| 3 | Заливное         | село                         | ↘72       |
| 4 | Коврово          | село                         | ↘54       |
| 5 | Луговое          | село                         | ↘102      |
| 6 | Степановка       | село                         | ↘42       |